# Liste der Naturschutzgebiete im Landkreis Aurich
Im Landkreis Aurich gibt es 11 Naturschutzgebiete (Stand Mai 2021).
| Name des Gebietes               | Bild           | Kennung | WDPA      | Landkreis / Stadt                                    | Beschreibung / Bemerkungen | Standort | Fläche in Hektar | Jahr der Verordnung |
| ------------------------------- | -------------- | ------- | --------- | ---------------------------------------------------- | -------------------------- | -------- | ---------------- | ------------------- |
| Außenems                        | weitere Bilder | WE 314  | 555632837 | Stadt Emden, Landkreis Leer, Landkreis Aurich, NLWKN |                            | Position | 12.025           | 2019                |
| Ewiges Meer und Umgebung        | weitere Bilder | WE 100  | 64679     | Landkreis Aurich, Landkreis Wittmund                 |                            | Position | 1134,81          | 1990                |
| Bahnkolk Upgant-Schott          | weitere Bilder | WE 117  | 81348     | Landkreis Aurich                                     |                            | Position | 10,11            | 1973                |
| Groen Breike                    |                | WE 134  | 81759     | Landkreis Aurich                                     |                            | Position | 54,8             | 1982                |
| Großes Meer, Loppersumer Meer   | weitere Bilder | WE 320  |           | Landkreis Aurich                                     |                            | Position | 835,77           | 2020                |
| Brockzeteler Moor               | weitere Bilder | WE 179  | 162568    | Landkreis Aurich                                     |                            | Position | 170,91           | 1986                |
| Fehntjer Tief und Umgebung Nord | weitere Bilder | WE 201  |           | Landkreis Aurich                                     |                            | Position | 1209             | 2021                |
| Ihlower Forst                   |                | WE 318  |           | Landkreis Aurich                                     |                            | Position | 324              | 2019                |
| Leyhörn                         | weitere Bilder | WE 220  | 164446    | Landkreis Aurich                                     |                            | Position | 644,76           | 1994                |
| Wiesmoor-Klinge                 | weitere Bilder | WE 249  | 378382    | Landkreis Aurich                                     |                            | Position | 349,40           | 2006                |
| Kollrunger Moor                 |                | WE 257  | 378112    | Landkreis Aurich, Landkreis Wittmund                 |                            | Position | 279,76           | 2007                |